# Paraleptophlebia brunneipennis
Paraleptophlebia brunneipennis är en dagsländeart som först beskrevs av Mcdunnough 1924.  Paraleptophlebia brunneipennis ingår i släktet Paraleptophlebia och familjen starrdagsländor. Inga underarter finns listade i Catalogue of Life.